# 桂平市浔州高级中学
潯州高級中學，简称浔高、潯州高中，得名自浔州，是广西壮族自治区貴港市桂平市的一所高级中学，是广西壮族自治区示范性普通高中。
潯州高級中學前身是清代浔州府（桂平市）的潯陽書院，1904年（清光緒三十年），經當時浔州府属四县（桂平、貴縣、平南、武宣）的士紳共議，改爲潯郡中學堂，廢除傳統儒家經學，講授西方新學，爲桂平市歷史上有新式中學之始。1913年（民國二年），更名爲潯州中學校。1920年（民國九年），改爲廣西省第八中學。1923年（民國十二年），實施新學制辦初中。1929年（民國十八年）秋，停招初中。1931年（民國二十年）春，改辦完全中學，同時招收高初中生。1933年（民國二十二年）春，高中班併入位於梧州的省立第四高中。次年（民國二十三年）秋，初中班併入廣西省立第八中學，改名爲廣西省立潯州初級中學。1940年（民國二十九年），更名爲廣西省立潯州中學。1949年（民國三十八年）秋，改爲廣西省立潯州高中。1956年8月，學校遷至北教場（原潯州師範校址），原校址劃撥給桂平縣一中。1958年，更名爲桂平縣潯州高級中學。1967年，改爲桂平縣工農高中，1969年停辦。1978年在原址恢復辦學，複稱桂平縣潯州高級中學。1994年桂平縣撤縣設市，學校更名爲桂平市潯州高級中學。
1. ↑  《桂平縣誌》編纂委員會. . 南寧: 廣西人民出版社. 1991年8月: 1016.
2. ↑  教育大辞典编纂委员会编,教育大辞典  第1卷  教育学、课程和各科教学、中小学校,上海教育出版社,1990.06,第556页

- 桂平市浔州高中官方网站